# منية المرشد
قرية منية المرشد هي إحدى القرى التابعة لمركز مطوبس في محافظة كفر الشيخ في جمهورية مصر العربية. حسب إحصاءات سنة 2006، بلغ إجمالي السكان في منية المرشد 18098 نسمة، منهم 9330 رجل و8768 امرأة.

## التاريخ
قرية منية المرشد من القرى القديمة، حيث وردت باسم «منية بني مرشد» في أعمال النستراوية ضمن قرى الروك الصلاحي التي أحصاها ابن مماتي في كتاب قوانين الدواوين، كما وردت باسم «منية بني مرشد» في أعمال فوه والمزاحمتين ضمن قرى الروك الناصري التي أحصاها ابن الجيعان في كتاب «التحفة السنية بأسماء البلاد المصرية». وفي العصر العثماني وردت باسم «منية بني مرشد» في التربيع العثماني الذي أجراه الوالي العثماني سليمان باشا الخادم في عصر السلطان العثماني سليمان القانوني ضمن قرى ولاية الغربية، وفي تاريخ 1228هـ/1813م الذي عدّ قرى مصر بعد المسح الذي قام به محمد علي باشا باسم «منية المرشد» ضمن قرى مديرية الغربية.